# Списак победника Песме Евровизије
Укупно 71 песма је победила на међународном музичком такмичењу Песма Евровизије.
Најпознатији победници, чија је каријера директно катапултирана у небо након евровизијске победе је био шведски четверац АББА, који су победили на Песми Евровизије 1974. са песмом Waterloo и постали један од најуспешнијих музичких састава свог времена. Канадска певачица Селин Дион, која је 1988. победила као представница Швајцарске са песмом Ne partez pas sans moi (са једним поеном разлике), постигла је неколико година касније велику међународну славу и успех.
Запажене каријере од победника су забележили и Вики Леандрос, Тото Кутуњо, Франс Гал, Лулу, Katrina and the Waves, Secret Garden, Måneskin и Лорен.
Џони Логан је једини учесник који је победио више пута, са учешћем у три победе Ирске са снажним баладама (1980. певајући “What's another year”, 1987. као певач и композитор Hold me now, 1992. као композитор песме “Why me?” за Линду Мартин), добивши тако надимак „Mr. Eurovision” („г-дин Евровизија”).
Међу победницима Песме Евровизије, жена је значајно више. У просеку, на сваког мушког извођача који је победио биле су 3-4 женске победнице.
Од 2008. године, победнику се додељују званични трофеј Песме Евровизије. Трофеј је направљен од пескираног стакла и има облик микрофона из 1950-их година, када је одржана прва Песма Евровизије. Аутори победничке песме добијају верзије трофеја у мањој величини. Трофеј представља дизајн Кјела Енгмана из Коста Боде из Шведске, који се баве израдом предмета од стакла.
| 1956. | Швајцарска           | Refrain                       | Лис Асија                        | 7 (по две песме) |          |          |          |          |          |
| 1957. | Холандија            | Net Als Toen                  | Кори Брокен                      | 10               |          |          |          |          |          |
| 1958. | Француска            | Dors mon amour                | Андре Клаво                      | 10               |          |          |          |          |          |
| 1959. | Холандија            | Een beetje                    | Теди Схолтен                     | 11               |          |          |          |          |          |
| 1960. | Француска            | Tom Pilibi                    | Жаклин Боје                      | 13               |          |          |          |          |          |
| 1961. | Луксембург           | Nous les amoureux             | Жан-Клод Паскал                  | 16               |          |          |          |          |          |
| 1962. | Француска            | Un premier amour              | Изабел Обре                      | 16               |          |          |          |          |          |
| 1963. | Данска               | Dansevise                     | Грета и Јерген Ингман            | 16               |          |          |          |          |          |
| 1964. | Италија              | Non ho l'età                  | Ђиљола Чинквети                  | 16               |          |          |          |          |          |
| 1965. | Луксембург           | Poupée de cire, poupée de son | Франс Гал                        | 18               |          |          |          |          |          |
| 1966. | Аустрија             | Merci Chérie                  | Удо Јиргенс                      | 18               |          |          |          |          |          |
| 1967. | Уједињено Краљевство | Puppet on a String            | Сенди Шо                         | 17               |          |          |          |          |          |
| 1968. | Шпанија              |                               | Масијел                          | 17               |          |          |          |          |          |
| 1969. | Шпанија              | Vivo cantando                 | Саломе                           | 16               |          |          |          |          |          |
| 1969. | Француска            | Un jour, un enfant            | Фрида Бокара                     | 16               |          |          |          |          |          |
| 1969. | Холандија            | De troubadour                 | Лени Кур                         | 16               |          |          |          |          |          |
| 1969. | Уједињено Краљевство | Boom bang a bang              | Лулу                             | 16               |          |          |          |          |          |
| 1970. | Ирска                | All Kinds Of Everything       | Дана                             | 12               |          |          |          |          |          |
| 1971. | Монако               | Un banc, un arbre, une rue    | Северин                          | 18               |          |          |          |          |          |
| 1972. | Луксембург           | Après toi                     | Вики Леандрос                    | 18               |          |          |          |          |          |
| 1973. | Луксембург           | Tu te reconnaîtras            | Ан-Мари Давид                    | 17               |          |          |          |          |          |
| 1974. | Шведска              | Waterloo                      | ABBA                             | 17               |          |          |          |          |          |
| 1975. | Холандија            | Ding-a-dong                   | Teach-In                         | 19               |          |          |          |          |          |
| 1976. | Уједињено Краљевство | Save Your Kisses For Me       | Brotherhood of Man               | 18               |          |          |          |          |          |
| 1977. | Француска            | L'oiseau et l'enfant          | Мари Мирјам                      | 18               |          |          |          |          |          |
| 1978. | Израел               |                               | Изхар Коен & Alphabeta           | 20               |          |          |          |          |          |
| 1979. | Израел               | Hallelujah                    | Гали Атари & Milk and Honey      | 19               |          |          |          |          |          |
| 1980. | Ирска                | What's Another Year           | Џони Логан                       | 19               |          |          |          |          |          |
| 1981. | Уједињено Краљевство | Making Your Mind Up           | Bucks Fizz                       | 20               |          |          |          |          |          |
| 1982. | Немачка              | Ein bisschen Frieden          | Никол                            | 18               |          |          |          |          |          |
| 1983. | Луксембург           | Si la vie est cadeau          | Корин Ерме                       | 20               |          |          |          |          |          |
| 1984. | Шведска              | Diggi-loo-diggi-ley           | Herreys                          | 19               |          |          |          |          |          |
| 1985. | Норвешка             | La det swinge                 | Bobbysocks                       | 19               |          |          |          |          |          |
| 1986. | Белгија              | J'aime la vie                 | Сандра Ким                       | 20               |          |          |          |          |          |
| 1987. | Ирска                | Hold Me Now                   | Џони Логан                       | 22               |          |          |          |          |          |
| 1988. | Швајцарска           | Ne partez pas sans moi        | Селин Дион                       | 21               |          |          |          |          |          |
| 1989. | Југославија          | Rock Me                       | Рива                             | 22               |          |          |          |          |          |
| 1990. | Италија              | Insieme: 1992                 | Тото Кутуњо                      | 22               |          |          |          |          |          |
| 1991. | Шведска              | Fångad av en stormvind        | Карола                           | 22               |          |          |          |          |          |
| 1992. | Ирска                | Why Me                        | Линда Мартин                     | 23               |          |          |          |          |          |
| 1993. | Ирска                | In Your Eyes                  | Нијам Каванаг                    | 25               |          |          |          |          |          |
| 1994. | Ирска                | Rock'n Roll kids              | Пол Харингтон & Чарли Мекгетиген | 25               |          |          |          |          |          |
| 1995. | Норвешка             | Nocturne                      | Secret Garden                    | 23               |          |          |          |          |          |
| 1996. | Ирска                | The Voice                     | Имар Квин                        | 23               |          |          |          |          |          |
| 1997. | Уједињено Краљевство | Love Shine a Light            | Katrina and the Waves            | 25               |          |          |          |          |          |
| 1998. | Израел               |                               | Дана Интернашонал                | 25               |          |          |          |          |          |
| 1999. | Шведска              | Take Me To Your Heaven        | Шарлот Нилсон                    | 23               |          |          |          |          |          |
| 2000. | Данска               | Fly on the wings of love      | Браћа Олсен                      | 24               |          |          |          |          |          |
| 2001. | Естонија             | Everybody                     | Танел Падар, Дејв Бентон и 2XL   | 23               |          |          |          |          |          |
| 2002. | Летонија             | I Wanna                       | Мари Н                           | 24               |          |          |          |          |          |
| 2003. | Турска               | Everyway That I Can           | Сертаб Еренер                    | 26               |          |          |          |          |          |
| 2004. | Украјина             | Wild Dances                   | Руслана                          | 36               |          |          |          |          |          |
| 2005. | Грчка                | My Number One                 | Елена Папаризу                   | 39               |          |          |          |          |          |
| 2006. | Финска               | Hard Rock Hallelujah          | Лорди                            | 37               |          |          |          |          |          |
| 2007. | Србија               | Молитва                       | Марија Шерифовић                 | 42               |          |          |          |          |          |
| 2008. | Русија               | Believe                       | Дима Билан                       | 43               |          |          |          |          |          |
| 2009. | Норвешка             | Fairytale                     | Александер Рибак                 | 42               |          |          |          |          |          |
| 2010. | Немачка              | Satellite                     | Лена                             | 39               |          |          |          |          |          |
| 2011. | Азербејџан           | Running Scared                | Ел и Ники                        | 43               |          |          |          |          |          |
| 2012. | Шведска              | Euphoria                      | Лорен                            | 42               |          |          |          |          |          |
| 2013. | Данска               | Only Teardrops                | Емели де Форест                  | 39               |          |          |          |          |          |
| 2014. | Аустрија             | Rise Like a Phoenix           | Кончита Вурст                    | 37               |          |          |          |          |          |
| 2015. | Шведска              | Heroes                        | Монс Селмерлев                   | 40               |          |          |          |          |          |
| 2016. | Украјина             | 1944                          | Џамала                           | 42               |          |          |          |          |          |
| 2017. | Португалија          | Amar pelos dois               | Салвадор Собрал                  | 42               |          |          |          |          |          |
| 2018. | Израел               | Toy                           | Нета                             | 43               |          |          |          |          |          |
| 2019. | Холандија            | Arcade                        | Данкан Лоренс                    | 41               |          |          |          |          |          |
| 2020. | Отказано             | Отказано                      | Отказано                         | Отказано         | Отказано | Отказано | Отказано | Отказано | Отказано |
| 2021. | Италија              | Zitti e buoni                 | Måneskin                         | 39               |          |          |          |          |          |
| 2022. | Украјина             | Stefania                      | Kalush Orchestra                 | 40               |          |          |          |          |          |
| 2023. | Шведска              | Tattoo                        | Лорен                            | 37               |          |          |          |          |          |
| 2024. | Швајцарска           | The Code                      | Немо                             | 37               |          |          |          |          |          |

Неколико пута су победници Песме Евровизије били водитељи наредног издања за које је њихова земља добила право организовања, као што су Тото Кутуњо (1991), Мари Ен (2003), Елдар Гасимов (2012) и Монс Зелмерлев (2016), док су из грин рума извештавали Сертаб Еренер (2004), Руслана (2005) и Кончита Вурст (2015)
Трипут су победници покушали да одбране титулу на домаћем терену, Лис Асија у Швајцарској 1957, Кори Брокен у Холандији 1958. и Лена у Немачкој 2011.

### Најуспешније земље учеснице и рекорди
Најуспешнијим се сматрају Ирска, Шведска и Уједињено Краљевство; Ирска има највише, седам, победа, међу којима и три за редом средином 1990-их, док је Велика Британија завршила на једној од прве две позиције у 20 од 54 такмичења (1956–2009). Међутим, током година када су поени додељивани искључив телегласањем, уз приметно бољи пријем нумера из источне Европе, ниједна од традиционално успешних земаља (према доњој табели) није постигла запаженији резултат. На свим такмичењима од 2001–2008, победу је односила земља којој је то била прва победа.
Победник Песме Евровизије 2006. била је Финска, која је победила након 45 учешћа на којима претходно није забележен ниједан пласман међу првих пет, док је Португалија на Песми Евровизије 2017 остварила прву победу, уједно и први пласман међу најбољих пет, након 49 учешћа. Украјина је Песме Евровизије 2004. победила у свом другом наступу, а Србија 2007. у првом наступу као самостална земља.
Победа Норвешке коју је представљао Александр Рибак на Песми Евровизије 2009, првој на којој се прешло на комбиновани систем гласања жиријем и телегласањем, била је први поновни тријумф ранијег победника од 2000, и са 387 поена, 169 више од другопласиране песме, најубедљивија победа у дотадашњој историји Песме Евровизије. Након увођења другачијег начина бодовања 2016. у којој све земље достављају два одвојена сета поена од стране жирија и публике, свака песма је добила могућност да освоји двоструко више поена него претходних година. На Песми Евровизије 2017. године је Салвадор Собрал је као представник Португала са 758 поена, што је и сада важећи рекорд. Собрал би имао већи број поена и од Рибака да је коришћен тадашњи систем бодовања, али Рибак остаје и даље рекордер са највећом разликом у односу на другопласираног.
Ан-Мари Давид је као представница Луксембурга је победила 1973. године са освојених рекордних 80,63% од максимално могућих поена, али по потпуно другачијем начину бодовања у поређењу са данашњим, када су све песме добијале оцене од 2 до 10. Ноел Келехан из Ирске је као диригент остварио рекордних пет победа (1980, 1987, 1992, 1993. и 1996), у периоду када је коришћен уживо оркестар. Немачки композитор Ралф Сигел је написао укупно 22 нумере које су учествовале на Песми Евровизије, укључујући и песме с којом је 1982. године Немачка остварила прву победу и с којом је Сан Марино дошао до свог првог финала 2014.
Најпродаванија победничка песма, укључујући и дигиталну форму, је интернационални хит “Euphoria” у изведби Лорин, којом је донела победу Шведској 2012. добивши од рекордних 18 земаља максималан могућ број поена, по тадашњем систему 12. Запажене успехе на тржишту и топ листама су од победника остварили и Сенди Шо са песмом “Puppet on a string”, ABBA са “”,  са “”,  са “Making your mind up”, Никол са “Ein bisschen Frieden”, Александер Рибак са “Fairytale”, Лена са “Satellite”, Монс Селмерлев са “Heroes” и Måneskin са “Zitti e buoni”. Песма “Arcade” Данкана Лоренса је најслушанија евровизијска песма на стриминг платформи Spotify.
Пет пута су исти извођачи успели да освоје и прво и друго место на различитим издањима Песме Евровизије, Лис Асија, Ђиљола Чинквети, Елизабет Андресен, Линда Мартин и Дима Билан.

### Табела земаља по најуспешнијим пласманима
| Ранг | Земља                | Победе | 2. место | 3. место | Укупно |
| ---- | -------------------- | ------ | -------- | -------- | ------ |
| 1    | Ирска                | 7      | 4        | 1        | 12     |
| 2    | Шведска              | 7      | 1        | 6        | 14     |
| 3    | Уједињено Краљевство | 5      | 16       | 3        | 24     |
| 4    | Француска            | 5      | 5        | 7        | 17     |
| 5    | Холандија            | 5      | 1        | 1        | 7      |
| 6    | Луксембург           | 5      | 0        | 2        | 7      |
| 7    | Израел               | 4      | 2        | 2        | 8      |
| 8    | Италија              | 3      | 3        | 5        | 11     |
| 9    | Швајцарска           | 3      | 3        | 4        | 10     |
| 10   | Украјина             | 3      | 2        | 2        | 6      |
| 11   | Данска               | 3      | 1        | 2        | 6      |
| 12   | Норвешка             | 3      | 1        | 1        | 5      |
| 13   | Немачка              | 2      | 4        | 6        | 12     |
| 14   | Шпанија              | 2      | 4        | 2        | 8      |
| 15   | Аустрија             | 2      | 0        | 1        | 3      |
| 16   | Русија               | 1      | 4        | 4        | 9      |
| 17   | Белгија              | 1      | 3        | 0        | 4      |
| 18   | Монако               | 1      | 1        | 3        | 5      |
| 19   | Азербејџан           | 1      | 1        | 1        | 3      |
| 19   | Турска               | 1      | 1        | 1        | 3      |
| 21   | Финска               | 1      | 1        | 0        | 2      |
| 22   | Грчка                | 1      | 0        | 3        | 4      |
| 23   | Естонија             | 1      | 0        | 1        | 2      |
| 23   | Летонија             | 1      | 0        | 1        | 2      |
| 23   | Србија               | 1      | 0        | 1        | 3      |
| 26   | Југославија          | 1      | 0        | 0        | 1      |
| 26   | Португал             | 1      | 0        | 0        | 1      |
| 28   | Малта                | 0      | 2        | 2        | 4      |
| 29   | Исланд               | 0      | 2        | 0        | 2      |
| 30   | Аустралија           | 0      | 1        | 0        | 1      |
| 30   | Бугарска             | 0      | 1        | 0        | 1      |
| 30   | Кипар                | 0      | 1        | 0        | 1      |
| 30   | Пољска               | 0      | 1        | 0        | 1      |
| 30   | Србија и Црна Гора   | 0      | 1        | 0        | 1      |
| 30   | Хрватска             | 0      | 1        | 0        | 1      |
| 36   | Румунија             | 0      | 0        | 2        | 2      |
| 37   | Босна и Херцеговина  | 0      | 0        | 1        | 1      |
| 37   | Молдавија            | 0      | 0        | 1        | 1      |

Од свих досадашњих земаља учесница, међу три првопласиране још увек нису били Албанија, Андора, Белорусија, Грузија, Јерменија, Литванија, Мађарска, Мароко, Северна Македонија, Сан Марино, Словачка, Словенија, Хрватска, Црна Гора и Чешка.